# Société sans loi de Berlin
La Société sans loi de Berlin est un club mondain dont les membres sont des personnalités éminentes de l'élite intellectuelle, artistique et militaire de leur époque respective. novembre 1809 à Berlin. La société qui existe encore aujourd'hui se veut « porteuse de tradition, de culture et de science ».

## Histoire
Au siècle des Lumières - en particulier à la fin des Lumières - Berlin voit la fondation de clubs de débat, de cercles de lecture et de groupes de discussion et sociaux :
- Club du lundi (de) (1749-1936 / 45)
- Société du mercredi de Berlin (de), aussi : Société des amis des Lumières (1783-1798)
- Société du mercredi de Feßler, aussi : Société de lecture de Feßler
- Société littéraire du mercredi (1795-1806).

C'est ainsi que le 3 août 1806, Karl vom Stein zum Altenstein, Friedrich Delbrück (de), Friedrich Eichhorn, Ernst Ludwig Heim, Heinrich Menu von Minutoli, Karl Asmund Rudolphi et d'autres ont fondé une première Société sans loi. Celle-ci continue d'exister jusqu'en 1914, mais s'est appelée Société sans loi n° 1 à partir de 1809 et Société sans contrainte à partir de 1826, afin de se distinguer par son nom de la nouvelle Société sans loi, devenue entre-temps plus connue et qui continue d'exister aujourd'hui.
Ce deuxième groupement, appelé Société sans loi de Berlin, est fondé le 4 novembre 1809 entre autres par le philologue Philipp Buttmann et l'astronome Christian Ludwig Ideler et se compose initialement de 14 membres. Elle se considère comme le centre intellectuel des Lumières berlinoises (de) et ressemble à une société littéraire ou savante sans imposer ses structures et ses obligations. Apparemment, il n'y a aucun lien entre les deux sociétés sans loi, sauf qu'au début, certains membres appartiennent aux deux sociétés en même temps. On peut plutôt constater que des liens existent entre la société sans loi de Berlin a des liens avec la société grecque de Berlin Graeca, un groupe illustre qui est également fondé par Philipp Buttmann en 1804, existe jusqu'à l'époque de la Seconde Guerre mondiale et se consacre principalement à la lecture d'écrivains grecs. De même, la société sans loi de Berlin bénéficie en 1817 de l'« incorporation » d'une grande partie des membres du Pairsschub parlementaire et s'appelle officieusement temporairement société sans loi Belle Alliance. La société connaît son apogée entre le milieu et la fin du XIXe siècle. À ce moment-là, il y a également plusieurs recoupements d'idées, de thèmes et de personnes avec le club masculin exclusif de Berlin.
La société est fondée avec la prétention de se passer de statuts et de règlements, à l'exception des règles d'admission de ses membres et d'un président, qui s'appelle à juste titre "Zwingherr". Les membres, dont le nombre oscille entre 40 et 70 dans les années qui suivent, appartiennent principalement à l'élite politique, culturelle éclairée et plus tard de plus en plus à l'élite militaire. Il est possible d'introduire de nouveaux invités qui sont inscrits dans le registre des procès-verbaux et soumis à une première sélection par un cercle de 13 présélectionneurs au départ, puis de six seulement dans les années suivantes, soigneusement déterminés par un vote. Ce cercle de présélectionneurs, que Buttmann appelle également "princes-électeurs" ou "maîtres d'élection", forme ce que l'on appellr un "comité de bienfaisance" et décide finalement du nouvel arrivant, après que celui-ci a reconnu par sa signature qu'il est "hors-la-loi". Un refus n'a cependant aucun effet, on peut à chaque fois être réintroduit en tant qu'"invité". De même, il n'y a généralement pas de démissions, car elles ne sont pas formellement possibles en raison de l'absence de règles. Seule une absence temporaire ou permanente est et reste possible.
Les membres se réunissent pour leurs séries de discussions, y compris un repas copieux et exclusif sous la forme d'une table ronde, généralement toutes les deux semaines le samedi respectif pour leurs réunions, d'abord dans le restaurant Kempers sur Kemperplatz, plus tard dans la Maison anglaise sur Mohrenstrasse (de), à l'Hôtel Savoy, dans le bâtiment principal du Club de Berlin dans la Jägerstraße ou dans le Schlosshotel Steglitz (manoir de Steglitz) et dans de nombreux autres endroits. Il n'y a pas d'ordre du jour défini et le journal de bord, qui n'est généralement pas accessible, ne montre que les noms des participants. Ce n'est qu'à l'anniversaire de la fondation qu'un membre donne une conférence sur un sujet librement choisi.
Au cours de ses 200 ans d'existence, le club devient le reflet de l'histoire allemande et de ses élites tant en termes de contenu que de personnel. Dans cette association traditionnelle et prussienne, certainement dans un certain sens monarchique, mais par ailleurs politiquement largement nationalement libérale à neutre, elle s'est concrétisée à ce jour malgré quelques différences de contenu et thématiques entre ses membres ou par des obligations dues à leurs positions parfois élevées. en politique et dans l'armée ne conduisent ni à des signes de désintégration ni à des dépendances politiques impérieuses.

## Zwingherrren (président)
- 1809-1829 : Philipp Karl Buttmann, philologue et bibliothécaire
- 1829-1829 : Friedrich Casimir Elias Eichler von Auritz (de), major
- 1829-1834 : Friedrich Schleiermacher, théologien et philosophe
- 1834-1840 : Friedrich August von Stägemann, conseiller d'État
- 1840-1851 : Karl Lachmann, philologue et germaniste
- 1851-1874 : Carl Gustav Homeyer, conseiller au tribunal de grande instance et historien du droit
- 1874-1879 : Lauchlan MacLean (de), conseiller supérieur du gouvernement au ministère du Commerce
- 1879-1894 : Gustav Homeyer, procureur et sous-secrétaire d'État au ministère d'État
- 1894-1899 : Hermann Riem, conseiller de justice
- 1900-1904 : Eduard Droop, directeur ministériel au ministère de la Justice
- 1904-1912 : Theodor Hemptenmacher (de), membre du gouvernement
- 1912-1915 : Justus Hermes, directeur ministériel
- 1915-1931 : Fritz Timann, médecin généraliste et inspecteur médical
- 1931-1937 : Friedrich Schrader, vice-amiral
- 1937-1948 : Carl Semper (de), président du Fonds coopératif central prussien et administrateur de l'arrondissement de Wittlich
- 1948-1960 : Hans von Meibom, avocat administratif dans la province de Posnanie
- 1960-1962 : Fritz Mussehl, jusqu'en 1933 secrétaire d'État au ministère de l'Alimentation du Reich et vice-président de la Cour des comptes de l'Empire allemand
- 1962-1966 : Ferdinand Freiherr von Nordenflycht (de), directeur au Contrôle fédéral des finances
- 1966-1976 : Rudolf Weber-Lortsch (de), juge fédéral
- 1976-1990 : Konrad Schmidt-Torner (de), président de la Bundesdruckerei
- 1990-2002 : Olaf Bergmann, à partir de 27 avril 1970, président du Tribunal administratif supérieur de Berlin-Brandebourg
- depuis 2002 : Herbert Voß (de), directeur des études

## Membres notables (sélection)
- Carl Alberti (de) (1763–1828)
- Achim von Arnim (1781–1831)
- Hermann Ludwig von Balan (de) (1812–1874)
- Robert Lucius von Ballhausen (de) (1835–1914)
- Felix von Bendemann (1848–1915)
- August Ferdinand Bernhardi (1769–1820)
- Georg Beseler (1809–1888)
- Johann Erich Biester (1749–1816)
- Johann Elert Bode (1747–1826)
- August Boeckh (1785–1867)
- Carl Andreas von Boguslawski (1758–1817)
- Franz Bopp (1791–1867)
- Hermann von Boyen (1771–1848)
- Johann Georg Emil von Brause (1774–1836)
- Christoph August von Bredow (de) (1780–1844)
- Leopold von Buch (1774–1853)
- Friedrich Bury (1763–1823)
- Peter von Cornelius (1783–1867)
- Ernst Curtius (1814–1896)
- Rudolf Ludwig Decker (1804–1877)
- Siegismund Dittmar (de) (1759–1834)
- Johann Gustav Droysen (1808–1884)
- Hans Egidi (de) (1890–1970)
- Christian Gottfried Ehrenberg (1795–1876)
- Johann Franz Encke (1791–1865)
- Paul Erman (de) (1764–1851)
- Ludwig Frege (de) (1884–1964)
- Karl Friedrich Friccius (de) (1779–1856)
- Friedrich Gedike (1754–1803)
- Heinrich Gentz (1766–1811)
- August Neidhardt von Gneisenau (1760–1831)
- Justus von Gruner (1777–1820)
- Carl Hagens (de) (1838–1924)
- Friedrich Hammacher (1824–1904)
- Georg Wilhelm Friedrich Hegel (1770–1831)
- Ludwig Friedrich Heindorf (de) (1774–1816)
- Carl Heinrici (de) (1876–1944)
- Wilhelm Heinroth (de) (1842–1925)
- Aloys Hirt (1759–1837)
- Johann Gottfried Hoffmann (de) (1765–1847)
- E. T. A. Hoffmann (1776–1822)
- Wilhelm von Humboldt (1767–1835)
- Johann Erdmann Hummel (1769–1852)
- August Wilhelm Iffland (1759–1814)
- Bernhard Karnatz (de) (1882–1976)
- Dietrich Ludwig Gustav Karsten (1768–1810)
- Clemens August Carl Klenze (de) (1795–1838)
- Wilhelm Anton von Klewitz (1760–1838)
- Alexandre von Kluck (1846–1934)
- Gottlob Johann Christian Kunth (de) (1757–1829)
- Karl Richard Lepsius (1810–1884)
- Konrad Levezow (1770–1835)
- Martin Lichtenstein (1780–1857)
- Heinrich Friedrich Link (1767–1851)
- Leopold von Lützow (1786–1844)
- Heinrich Meyer (de) (1767–1828)
- Theodor Mommsen (1817–1903)
- Karl Viktor Müllenhoff (1818–1884)
- Barthold Georg Niebuhr (1776–1831)
- August Ludwig von Nostitz (1777–1866)
- Otto von Oehlschläger (de) (1831–1904)
- Ignaz von Olfers (1793–1871)
- Wilhelm Pfeil (de) (1783–1859)
- Ernst von Pfuel (1779–1866)
- Albert Poensgen (de) (1881–1976)
- Friedrich von Raumer (1781–1873)
- Georg Andreas Reimer (1776–1842)
- Friedrich von Ribbentrop (de) (1768–1841)
- Carl Ritschl (de) (1783–1858)
- Karl Asmund Rudolphi (1771–1832)
- Friedrich Carl von Savigny (1779–1861)
- Wilhelm von Scharnhorst (1786–1854)
- Karl Friedrich Schinkel (1781–1841)
- Karl Wilhelm Ferdinand Solger (de) (1780–1819)
- Christian Steltzer (de) (1778–1848)
- Karl Streckfuß (de) (1779–1844)
- Johann Wilhelm Süvern (de) (1775–1829)
- Hermann von Thile (1812–1889)
- Alfred von Tirpitz (1849–1930)
- Johann Georg Tralles (1763–1822)
- Friedrich Adolf Trendelenburg (1802–1872)
- August Twesten (de) (1789–1876)
- Alexander von Uhden (de) (1798–1878)
- Wilhelm Uhden (de) (1810–1835)
- Ludwig von Vincke (1774–1844)
- Kurt Wachsmann (de) (1886–1944)
- Leo Wehrmann (de) (1840–1919)
- Christian Samuel Weiss (1780–1856)
- Wilhelm Martin Leberecht de Wette (1780–1849)
- Friedrich Wilken (de) (1777–1840)
- Karl Wilhelm von Willisen (1790–1879)
- Carl von Winterfeld (de) (1784–1852)
- Job von Witzleben (1783–1837)
- Ludwig von Wolzogen (de) (1773–1845)
- Carl Friedrich Zelter (1758–1832)
- Ernst Heinrich Zettwach (de) (1787–1857)